# Maly Anyuy
Maly Anyuy hay Maly Anyui (tiếng Nga: Ма́лый Аню́й; maly nghĩa là "nhỏ") la một chi lưu hữu ngạn của sông Kolyma bắt nguồn từ khu tự trị Chukotka ở Viễn Đông Nga. Sông chảy theo hướng tây và ngay sau khi đến đất cộng hòa Sakha, nó hợp lưu với sông Bolshoy Anyui, và tạo thành Anyuy River, chảy tiếp 20 km trước khi gặp Kolyma gần vùng đồng bằng châu thổ.
Maly Anyuy có chiều dài 738 kilômét (459 mi) và diện tích lưu vực là 49.800 km². Có một số loài cá trên dòng Maly Anyuy như cá chầy, cá hồi và cá hồi chấm hồng Bắc Cực (голец), cũng như Coregonus peled.
Hố thiên thạch El'gygytgyn nằm cách 50 kilômét (31 mi) từ đầu nguồn sông.
Khu dân cư quan trọng nhất tại thung lũng sông Maly Anyuy là Aliskerovo và Bilibino, ven bờ các chi lưu của sông.